# Mill Creek (Washington)
Mill Creek é uma cidade localizada no estado norte-americano de Washington, no Condado de Snohomish.

## Demografia
Segundo o censo norte-americano de 2000, a sua população era de 11.525 habitantes.
Em 2006, foi estimada uma população de 15.586, um aumento de 4061 (35.2%).

## Geografia
De acordo com o United States Census Bureau tem uma área de
9,2 km², dos quais 9,2 km² cobertos por terra e 0,0 km² cobertos por água.

## Localidades na vizinhança
O diagrama seguinte representa as localidades num raio de 8 km ao redor de Mill Creek.